# Masaki Tsukano
Masaki Tsukano (jap. 塚野 真樹, Tsukano Masaki; * 12. Oktober 1970 in der Präfektur Tottori) ist ein ehemaliger japanischer Fußballspieler.

## Karriere
Tsukano erlernte das Fußballspielen in der Schulmannschaft der Yonago Higashi High School und der Universitätsmannschaft der Waseda-Universität. Seinen ersten Vertrag unterschrieb er 1993 beim Honda FC. Der Verein spielte in der zweithöchsten Liga des Landes, der Japan Football League. Für den Verein absolvierte er 44 Spiele. 1995 wechselte er zum Ligakonkurrenten Vissel Kobe. 1996 wurde er mit dem Verein Vizemeister der Japan Football League und stieg in die J1 League auf. Für den Verein absolvierte er 19 Spiele. 1997 wechselte er zum Zweitligisten Tokyo Gas. Für den Verein absolvierte er 12 Spiele. 1998 wechselte er zu SC Tottori. Ende 2002 beendete er seine Karriere als Fußballspieler.